# Макивер, Чарльз
Чарльз Мак-Ивер (англ. Charles MacIver; 28 ноября 1866, 28 ноября 1866, Ливерпуль, Ланкашир — 21 декабря 1935, Мэнай-Бридж, Isle of Anglesey) — британский яхтсмен, серебряный призёр летних Олимпийских игр 1908 года.
На Играх 1908 года в Лондоне Мак-Ивер соревновался в классе 12 м. Его команда дважды приходила к финишу второй, заняв в итоге второе место. Его сын — Чарльз Р. Макивер — тоже участвовал в этой команде..